# Blitzen Trapper
Blitzen Trapper ist eine US-amerikanische Folk-Band aus Portland (Oregon).

## Diskografie
- 2003: Blitzen Trapper (Lidkercow Ltd.)
- 2004: Field Rexx (Lidkercow Ltd.)
- 2007: Wild Mountain Nation (Lidkercow Ltd. / Sub Pop (Europa))
- 2008: Furr (Sub Pop)
- 2010: Destroyer of the Void (Sub Pop)
- 2011: American Goldwing (Sub Pop)
- 2013: VII (Vagrant Records / Lojinx)
- 2014: Live in Portland (live – Lidkercow Ltd.)
- 2015: All Across This Land (Vagrant Records)
- 2015: Live Harvest (live – Vagrant Records / Lojinx)
- 2016: Live at Third Man Records (live – Third Man Records)
- 2017: Wild and Reckless (Vagrant Records / Lojinx)
- 2020: Holy Smokes Future Jokes (Yep Roc Records)
- 2024: 100s Of 1000s, Millions Of Billions (Yep Roc Records)